# Pape Habib Guèye
Pape Habib Guèye (* 20. September 1999 in Ziguinchor) ist ein senegalesischer Fußballspieler, der bei Kasımpaşa Istanbul in der Süper Lig unter Vertrag steht.

## Karriere

### Verein
Pape Habib Guèye spielte in seiner Jugendzeit in der Académie Foot Darou Salam in der senegalesischen Hauptstadt Dakar. Vor der Saison 2018 wechselte er zum norwegischen Zweitligisten Aalesunds FK. Am 1. Mai 2028 gab er sein Debüt für den Verein in der 1. Runde des Norwegischen Pokals gegen Bergsøy IL. Fünf Tage später gab er gegen Mjøndalen IF auch sein Zweitligadebüt, nachdem er für Hólmbert Friðjónsson eingewechselt worden war. In seinem dritten Ligaspiel am 16. Mai 2018 erzielte er bei einem 2:2 gegen Strømmen IF sein erstes Tor. Im Juli und November 2018 traf er jeweils doppelt gegen Sandnes Ulf und Levanger FK. Am Ende der Saison 2018 hatte der Stürmer in 26 Ligaspielen 12 Tore erzielt. Im Finale der Aufstiegsrunde gewann er mit Aalesunds gegen Sogndal Fotball, verlor jedoch das entscheidende Play-off gegen den Erstligisten Stabæk Fotball.
Die Saison 2019 endete mit der Meisterschaft und dem Aufstieg in die Eliteserien, der höchsten Spielklasse im norwegischen Fußball. Guèye steuerte in 29 Ligaspielen 13 Tore bei und war damit nach Niklas Castro, der 17-mal traf, zweitbester Torjäger in Ålesund.
Im Januar 2020, während der Wintertransferperiode, wurde er vom belgischen Erstligisten KV Kortrijk verpflichtet. Sein erstes Spiel absolvierte er am 2. Februar 2020 bei einem 3:1-Sieg beim Lommel SK im Sechzehntelfinale des Belgischen Pokals, bei dem er das Führungstor erzielte. Nach einem weiteren Spiel in diesem Wettbewerb eine Woche später schied er mit seiner neuen Mannschaft im Elfmeterschießen gegen Standard Lüttich aus. Guèye konnte seinen Elfmeter verwandeln. Am 15. Februar 2020 gab er sein Ligadebüt gegen den KV Ostende, in dem ihm gleich ein Tor gelang. Bis zum Ende der Saison kam er noch auf drei weitere Einsätze ohne Tor.
In der Saison 2020/21 war er Stammspieler und konnte im Januar 2021 zum ersten Mal zwei Tore in einem Spiel in Belgien erzielen, nachdem er zu einem 2:1-Sieg gegen den KRC Genk verhalf. Seinen Stammplatz verlor er in der folgenden Spielzeit im Dezember 2021 infolge einer Meniskusverletzung, die er sich gegen Cercle Brügge zugezogen hatte. Nach seiner Rückkehr von der Verletzung kam Guèye wieder regelmäßig zum Einsatz. Am 14. Spieltag der Saison 2022/23 sah er die erste Rote Karte in seiner Karriere, als er im Spiel gegen den KVC Westerlo nach einer Tätlichkeit in der 26. Spielminute des Platzes verwiesen wurde. Guèye erhielt eine Sperre über zwei Spiele.
Am 29. August 2023 unterschrieb Guèye für eine nicht genannte Ablösesumme einen Dreijahresvertrag beim schottischen Erstligisten FC Aberdeen. Im Februar 2024 wurde der Stürmer bis Juli 2024 an Kristiansund BK aus Norwegen verliehen, nachdem er Probleme hatte in Aberdeen auf Spielzeit zu kommen.
Im August 2025 wechselte Guèye für eine Ablösesumme in die Türkei zu Kasımpaşa Istanbul.

### Nationalmannschaft
Pape Habib Guèye nahm mit der senegalesischen U20-Nationalmannschaft im Jahr 2017 an der Afrikameisterschaft in Sambia teil. Mit der Mannschaft erreichte er das Finale, das gegen den Gastgeber Sambia mit 0:2 verloren wurde. Als Finalist qualifizierte sich die Mannschaft für die Weltmeisterschaft im gleichen Jahr in Südkorea. Im Achtelfinale schied er mit dem Team durch eine 0:1-Niederlage gegen Mexiko aus dem Turnier aus.